# Cannondale Pro Cycling Team (Italiaanse wielerploeg)
Cannondale Pro Cycling Team was de opvolger van Liquigas-Cannondale dat gesponsord werd door het gelijknamige Italiaanse gasbedrijf. Vanaf 2013 had Brixia Sport de licentie overgenomen, met fietsenfabrikant Cannondale als hoofdsponsor. Het bleef een Italiaanse wielerploeg, die uitkwam in de UCI World Tour. De ploeg was in 2005 ontstaan als nieuw team, dat veel renners van de opgeheven ploegen Alessio en Vini Caldirola aantrok. De renners  reden op Cannondale-fietsen. In de grote rondes reed het team op de Cannondale Super-Six Hi-Mod. Tijdens ritten met slecht wegdek (bijvoorbeeld Parijs-Roubaix), koos het team vaak voor de Cannondale Synapse Hi-mod.
Voor 2005 was sponsor Liquigas echter ook al actief in de wielersport. Het was in 1998 cosponsor van de Brescialat-ploeg, en van 1999 tot en met 2001 hoofdsponsor van een eigen profploeg met onder anderen Davide Rebellin en Serhij Hontsjar in dienst. Na 2001 was die kleine wielerploeg voortgezet door Cage Maglierie en Tenax. Al lange tijd was Liquigas bovendien sponsor van diverse wielerwedstrijden. 
De opleidingsploeg van Cannondale heette Marchiol.

## Successen
In 2007 had Liquigas vooral renners onder contract die gespecialiseerd zijn in eendaagse koersen, zoals Magnus Bäckstedt, Danilo Di Luca, Luca Paolini en Filippo Pozzato. Voor het klassement van meerdaagse wedstrijden kon de ploeg naast Di Luca ook rekenen op Manuel Beltrán en Franco Pellizotti. Het zag echter toprenners Dario Cioni en Stefano Garzelli vertrekken naar andere ploegen.
Met die flink gewijzigde ploeg beleefde Liquigas een bijzonder succesvolle Ronde van Italië. Het werd het hoogtepunt in het bestaan van de huidige Liquigas-ploeg. In de eerste etappe won het de ploegentijdrit, waarna afwisselend Enrico Gasparotto en Di Luca in de roze trui mochten rijden. Na een korte onderbreking door T-Mobile-renner Marco Pinotti veroverde Liquigas-renner Andrea Noè het roze. In de bergetappes en de tijdritten toonde Di Luca zich het regelmatigste. Hij won twee etappes en legde beslag op het eindklassement. Door goede klasseringen van Pellizotti en Vincenzo Nibali besloot Liquigas de voorspoedig verlopen Giro bovendien als tweede in het ploegenklassement.
Na de Giro kwam Di Luca in opspraak, omdat hij contact had met 'dopingarts' Carlo Santuccione. Hij kreeg een schorsing en mocht aan het eind van het seizoen bij Liquigas vertrekken. De ploeg nam ook afscheid van Bäckstedt en Paolini, maar trok op zijn beurt Daniele Bennati aan als kopman voor de sprints. Ook Giro winnaar Ivan Basso rijdt voor Liquigas.
Vlak voor de Giro 2010 werd een van de kopmannen Franco Pellizotti op non-actief gezet door de ploeg. Zijn biologisch paspoort zou niet helemaal in orde zijn. Op het allerlaatste moment werd Vincenzo Nibali aangeduid als vervanger. En deze deed het prima. Zo werd hij 3e in het algemeen klassement en won hij 2 ritten (met ploegentijdrit). Ook de eindzege in de Giro was voor Liquigas. Ivan Basso legde de basis van zijn 2e eindzege boven op de top van de 'verschrikkelijke' Monte Zoncolan.
Op het einde van het jaar wist Liquigas nog een grote ronde te winnen, ditmaal met Vincenzo Nibali in de Ronde van Spanje.
Naar het seizoen 2011 toe verloren ze wel een van hun kopmannen, Roman Kreuziger, die naar Astana ging. Franco Pellizotti werd aanvankelijk weer vrijgesproken en kon begin januari weer beginnen te rijden voor Liquigas, maar in het voorjaar bleek dat ze hem dan toch voor 2 jaar zouden schorsen.
Eind 2014 werd bekendgemaakt dat de ploeg in 2015 met Garmin Sharp zou fuseren tot de nieuwe Cannondale-Garmin Pro Cycling-ploeg. Sinds 2016 is Garmin geen cosponsor meer en heet de ploeg Cannondale Pro Cycling Team.
In augustus 2014 kondigde Amadio namelijk de ontbinding van het team aan het einde van het seizoen aan, vanwege economische redenen. Cannondale verliet de Italiaanse ploeg en kondigde een samenwerking aan met Slipstream Sports van Jonathan Vaughters om het nieuwe Team Cannondale-Garmin te vormen, de opvolger van Garmin-Sharp.

## Grote rondes
| Jaar | Ronde van Italië                                          | Ronde van Italië                                     | Ronde van Frankrijk                                     | Ronde van Frankrijk      | Ronde van Spanje       | Ronde van Spanje                     |
| Jaar | hoogste klassering                                        | etappewinst                                          | hoogste klassering                                      | etappewinst              | hoogste klassering     | etappewinst                          |
| ---- | --------------------------------------------------------- | ---------------------------------------------------- | ------------------------------------------------------- | ------------------------ | ---------------------- | ------------------------------------ |
| 2005 | 4e Danilo Di Luca                                         | 3e en 5e Danilo di Luca                              | 32e Stefano Garzelli                                    |                          | 40e Patrick Calcagni   |                                      |
| 2006 | 8e Franco Pellizotti                                      | 10e Franco Pellizotti                                | 54e Stefano Garzelli                                    |                          | 38e Dario Cioni        | 5e Danilo di Luca 12e Luca Paolini   |
| 2007 | ↑ Danilo di Luca 9e Franco Pellizotti                     | 1e Ploegentijdrit 4e en 12e Danilo di Luca           | 18e Manuel Beltrán                                      | 5e Filippo Pozzato       | 9e Manuel Beltrán      |                                      |
| 2008 | 4e Franco Pellizotti Daniele Bennati                      | 3e, 9e en 12e Daniele Bennati 16e Franco Pellizotti  | 13e Roman Kreuziger                                     |                          | 75e Alessandro Vanotti | 1e Ploegentijdrit 4e Daniele Bennati |
| 2009 | 3e Franco Pellizotti 5e Ivan Basso                        | 17e Franco Pellizotti                                | 7e Vincenzo Nibali 9e Roman Kreuziger Franco Pellizotti |                          | 4e Ivan Basso          |                                      |
| 2010 | ↑ Ivan Basso · Vincenzo Nibali · 10e Robert Kišerlovski · | 4e Ploegentijdrit 14e Vincenzo Nibali 15e Ivan Basso | 7e Roman Kreuziger                                      |                          | ↑ Vincenzo Nibali      | 20e Vincenzo Nibali                  |
| 2011 | Vincenzo Nibali                                           | 18e Eros Capecchi                                    | 8e Ivan Basso                                           |                          | 7e Vincenzo Nibali     | 6e, 12e en 21e Peter Sagan           |
| 2012 | 5e Ivan Basso                                             |                                                      | Vincenzo Nibali · Peter Sagan                           | 1e, 3e en 6e Peter Sagan | 25e Eros Capecchi      |                                      |
| 2013 | 19e Damiano Caruso                                        |                                                      | 71e Alessandro De Marchi Peter Sagan                    | 7e Peter Sagan           | 54e Maciej Paterski    | 14e Daniele Ratto                    |
| 2014 | 15e Ivan Basso                                            |                                                      | 52e Alessandro De Marchi Peter Sagan                    |                          | 9e Damiano Caruso      | 7e Alessandro De Marchi              |